# Gustaf Wilhelm Kemner
Gustaf Wilhelm Kemner, född 5 februari 1806 i Skänninge församling, Östergötlands län, död 7 januari 1885 i Tjällmo församling, Östergötlands län, var en svensk präst.

## Biografi
Gustaf Wilhelm Kemner föddes 1806 i Skänninge. Han var son till vice häradshövdingen Johan Kemner och Brita Christina Zetterstedt. Kemner blev höstterminen 1823 student vid Lunds universitet och avlade 1829 magisterexamen. Han var sedan från 1830 till 1831 vikarierande rektor vid Skänninge trivialskola och studerade sedan från 1831 till 1832 vid Uppsala universitet. Kemner blev 22 december 1831 kollega vid Skänninge trivialskola, tillträdde direkt och blev 27 november 1833 kollega vid Vadstena trivialskola, tillträdde 1834. Han prästvigdes 21 augusti 1842 och avlade 22 augusti 1842 pastoralexamen. Kemner blev 11 oktober 1843 kollega vid Norrköpings trivialskola, tillträde direkt och var även från 18 april 1849 lärare vid Ebersteinska skolan, tillträde direkt. Han blev 26 november 1849 kyrkoherde i Tjällmo församling, tillträde 1850 och utnämndes 19 oktober 1859 till prost. Den 31 maj 1879 blev han filosofie jubeldoktor. Kemner avled 1885 i Tjällmo socken.

### Familj
Kemner gifte sig första gången 30 december 1842 med Amalia Zetterstedt (1819–1861), dotter till fabrikören Emanuel Zetterstedt och Sophia Carlberg i Ronneby. De fick tillsammans barnen kollegan Gustaf Woltemar Kemner i Arboga, Bernhard Vilhelm Kemner, Ernst Vilhelm Kemner, Alma Kemner, Amalia Christina Kemner (1847–1861), August Vilhelm Kemner (1850–1852), Carl Victo Kemner (1851–1863), Johan Emanuel Kemner (1852–1863), Ida Henrika Vilhelmina Kemner (1854–1877), Märta Antelia Kemner (född 1856) som var gift med lantbrukaren Jacob Severin Möller i Härened, Alma Televild Kemner (född 1856) som var gift med lantbrukaren Henry Möller, Maria Elisabeth Kemner (född 1858) som var gift med fanjunkaren August Engqvist och Eva Hortence Kemner (född 1860) som var gift med kontoristen Emil Jacobsen i Karlstad.
Kemner gifte sig andra gången 1861 med Constance Euphrosyne Siljeström (1837–1892), dotter av bagareåldermannen L. G. Liljeström och Ulrica Eleonora Lindblad i Linköping. De fick tillsammans barnen Siri Beata Constance Kemner (född 1862), Tyra Amalia Eufrosyne (född 1863) som var gift med skeppsredaren Robert Ludvig Fredrik Blanck i Norrköping, Gerda Linnea Kemner (född 1864) som var gift med grosshandlaren Carl Pettersson i Norrköping, Ivar Carl Vilhelm Kemner (1866–1875), Ernst Knut Dorus Kemner (1867–1877), Herta Ingegärd Kemner (född 1868), Ester Fredrika Dorotea Kemner (född 1870) som var gift med tandläkaren Herman Theodor Boström i Stockholm och Lilly Chrysostoma Kemner (1874–1876).